# كأس العالم لكرة القدم المصغرة 2017
كأس العالم لكرة القدم المصغرة 2017 (بالإنجليزية: 2017 WMF World Cup) هي النسخة الثانية من كأس العالم لكرة القدم المصغرة الذي ينظمه الاتحاد الدولي لكرة القدم المصغرة. سينظم الكأس في تونس في أكتوبر 2017 في مدينة نابل. 

سيقام حفل الافتتاح في المسرح الأثري بالجم، فيما سيجرى حفل الاختتام في المسرح الأثري بقرطاج.

## اختيار المضيف
انتخبت تونس كبلد مضيف في 27 أغسطس 2016 في اجتماع للمكتب التنفيذي للاتحاد الدولي لكرة القدم المصغرة في المجر، واختار الحاضرون بالإجماع ملف ترشيح تونس ب12 صوتا مقابل 0 أصوات لملف ترشيح سنغافورة.

## بقية الجوائز
| أفضل لاعب | أفضل هداف |
| --------- | --------- |
| عدي بلحاج |           |

## مقالات ذات صلة
- كرة القدم المصغرة
- الجامعة التونسية لكرة القدم المصغرة

## روابط خارجية
- الموقع الرسمي للاتحاد الدولي لكرة القدم المصغرة.